# Prionospio perkinsi
Prionospio perkinsi är en ringmaskart som beskrevs av Maciolek 1985. Prionospio perkinsi ingår i släktet Prionospio och familjen Spionidae. Inga underarter finns listade i Catalogue of Life.